# Jorge Frei
Jorge Andrés Frei Toledo (Santiago, 1971) es un abogado y político chileno, miembro del Partido Demócrata Cristiano (PDC). Se desempeñó como subsecretario de Justicia durante el primer gobierno de la presidenta Michelle Bachelet, entre 2008 y 2010.

## Familia y estudios
Es hijo de Jorge Frei Ruiz-Tagle e Isabel Margarita Toledo García. Es miembro de la familia Frei, siendo nieto del expresidente Eduardo Frei Montalva (1964-1970) y sobrino del también expresidente Eduardo Frei Ruiz-Tagle (1994-2000).
Realizó sus estudios superiores en la Facultad de Derecho de la Universidad de Chile, donde ejerció como vicepresidente del Centro de Alumnos en 1993. Posteriormente realizó una maestría en políticas públicas en la Universidad de Georgetown, Estados Unidos.
Contrajo matrimonio en 1997 con Valeria González, con quien tuvo tres hijos, Jorge, Macarena y Amanda.

## Trayectoria política
Era militante del Partido Demócrata Cristiano (PDC). Ejerció como subsecretario de Justicia durante el primer gobierno de Michelle Bachelet Jeria, desempeñándose en el cargo entre el 14 de enero de 2008 y el 11 de marzo de 2010.
Fue candidato a diputado por el PDC en representación del distrito n° 15 en las elecciones parlamentarias de 2017, sin resultar electo.

## Historial electoral

### Elecciones parlamentarias de 2017
- Elecciones parlamentarias de 2017, candidato a diputado por el distrito 15 (Codegua, Coinco, Coltauco, Doñihue, Graneros, Machalí, Malloa, Mostazal, Olivar, Quinta de Tilcoco, Rancagua, Rengo y Requínoa)

| Candidato                  | Pacto                    | Partido | Votos  | %     | Resultado |
| -------------------------- | ------------------------ | ------- | ------ | ----- | --------- |
| Javier Macaya Danús        | Chile Vamos              | UDI     | 25 198 | 13,98 | Diputado  |
| Diego Schalper Sepúlveda   | Chile Vamos              | IND-RN  | 19 305 | 10,71 | Diputado  |
| Juan Luis Castro González  | La Fuerza de la Mayoría  | PS      | 17 777 | 9,86  | Diputado  |
| Issa Kort Garriga          | Chile Vamos              | UDI     | 16 754 | 9,29  | Diputado  |
| Felipe Letelier Norambuena | La Fuerza de la Mayoría  | PPD     | 12 388 | 6,87  |           |
| Pamela Medina Schulz       | Chile Vamos              | IND-RN  | 10 822 | 6,00  |           |
| Raúl Soto Mardones         | Convergencia Democrática | DC      | 9024   | 5,01  | Diputado  |
| Oscar Ávila Méndez         | La Fuerza de la Mayoría  | PS      | 7060   | 3,92  |           |
| Eduardo Vergara Bolbarán   | La Fuerza de la Mayoría  | PPD     | 6989   | 3,88  |           |
| Francisco Parraguez Leiva  | Convergencia Democrática | IC      | 5700   | 3,16  |           |
| Jorge Frei Toledo          | Convergencia Democrática | DC      | 2947   | 1,63  |           |